# Willughbeia coriacea
Willughbeia coriacea es una especie de planta en la familia Apocynaceae. Es una liana salvaje de la selvas de  Borneo, el sur de Tailandia, la península malaya, Java y Sumatra, es extremadamente rara. Produce unos frutos de color naranja-amarillo claro que poseen una deliciosa pulpa color naranja que posee un sabor similar al de una naranjada. Sus frutos son similares a los de Willughbeia angustifolia. 
Las plantas son muy productivas y las enredaderas a veces están cargadas con cientos de frutos en diversos estados de maduración. Los pobladores de las zonas donde crece consumen sus frutos.